# Dasymaschalon longiflorum
Dasymaschalon longiflorum är en kirimojaväxtart som först beskrevs av William Roxburgh och som fick sitt nu gällande namn av Achille Eugène Finet och François Gagnepain.
Dasymaschalon longiflorum ingår i släktet Dasymaschalon och familjen kirimojaväxter. Inga underarter finns listade i Catalogue of Life.